# Beethoven (comédie musicale)
Pour les articles homonymes, voir Beethoven (homonymie).
Beethoven (aussi connue sous le titre de Beethoven Secret) est une comédie musicale de Sylvester Levay et Michael Kunze. Il s'agit d'une œuvre romancée sur la vie de Ludwig van Beethoven.

## Synopsis
XVIIIe siècle, Vienne.
Pianiste de talent et compositeur de génie, Ludwig van Beethoven vit en reclus. Traumatisé par les violences que lui a infligées son père, il se méfie des gens et refuse de s'attacher à qui que ce soit.
Lors d'une réception mondaine, Ludwig rencontre la belle Toni. Prisonnière d'un mariage malheureux, elle n'a jamais connu d'affection réelle. Célibataire endurci, il ne croit pas en l'amour. Pourtant, ils se comprennent, savent apaiser leurs maux. Très vite, la passion se fait irrésistible et dévorante.
Mais Ludwig doit bientôt affronter la torture de sa perte d'audition et les ravages causés par les rumeurs, lesquels poussent Toni à s'éloigner de lui...

## Genèse
Beethoven est un projet de longue date du compositeur Sylvester Levay et du parolier Michael Kunze. Créé en 2011 par le tandem, il peine néanmoins à se concrétiser. Le duo se concentre alors sur une nouvelle commande passée par la Tōhō, la comédie musicale historico-romantique Lady Bess. Beethoven Secret est finalement validé en 2022 par le Centre des arts de Séoul : cette œuvre originale a pour but de commémorer le 30ème anniversaire du Centre. Après Mozart!, il s'agit de la seconde collaboration Levay / Kunze centrée sur la vie d'un célèbre compositeur.
Selon ses créateurs, la comédie musicale traite de l'amour, des mauvais traitements parentaux, de la rivalité entre frères, de la prise d'indépendance vis-à-vis des aristocrates, de l'obsession provoquée par les hallucinations auditives et des sentiments non-réciproques. Elle reprend en outre diverses compositions de Beethoven comme Coriolan, Eroica, Symphonie du destin, Pathétique ou Sonate au clair de Lune.
La mise en scène est signée Gil Mehmert, déjà à l'œuvre sur la production suisse de Lady Bess.

## Production sud-coréenne
La comédie musicale fait ses débuts en janvier 2023 au Centre des arts de Séoul. Les paroles sont traduites en coréen par Wang Yong-beom et Jo Hyun-Seok. Le metteur en scène Wang Yong-beom officie sur la pièce au côté de Mehmert. Moon Sung-Woo est chargé de la chorégraphie. Les représentations sont planifiées de janvier à avril. Face au succès, le spectacle est prolongé jusqu'en mai.

### Distribution
|                                                 |  |  |
| Kai et Park Hyo-shin campent le rôle principal. |  |  |

| Personnage                                     | Janvier-mai 2023                            |
| ---------------------------------------------- | ------------------------------------------- |
| Ludwig van Beethoven                           | Park Eun-Tae / Kai / Park Hyo-Shin          |
| Antonie "Toni" Brentano, l'amante de Beethoven | Cho Jung-Eun / Ock Joo-Hyun / Yoon Gong-Joo |
| Kaspar van Beethoven, le frère de Beethoven    | Lee Hae-Jun / Yoon So-Ho / Kim Jin-Wook     |
| Bettina Brentano, la belle-sœur d'Antonie      | Jeon Min-Ji / Choi Jin-Hye                  |
| Franz Brentano, le mari d'Antonie              | Park Si-Won / Kim Seong-Min                 |
| Baptiste Fitzhoek, avocat                      | Lee Jung-Soo                                |

## Production nippone
La production japonaise (ベートーヴェン)  de la Tōhō est prévue pour décembre 2023. Gil Mehmert et Moon Sung-Woo sont de retour sur cette version, respectivement à la mise en scène et la chorégraphie. La traduction est signée Yuko Masubuchi et Machiko Tatsu. La comédie musicale se tient au théâtre Nissay de Tokyo, avant d'entamer une tournée en 2024.

### Distribution
| Personnage                                             | Décembre 2023                  |
| ------------------------------------------------------ | ------------------------------ |
| Ludwig van Beethoven                                   | Yoshio Inoue                   |
| Antonie "Toni" Brentano, l'amante de Beethoven         | Mari Hanafusa                  |
| Kaspar van Beethoven, le frère de Beethoven            | Naoto Kaihō / Ryunosuke Onoda  |
| Bettina Brentano, la belle-sœur d'Antonie              | Haruka Kinoshita               |
| Baptiste Fitzhoek, avocat                              | Daisuke Watanabe               |
| Johanna Beethoven, femme de Kaspar van Beethoven       | Rinne Misaki                   |
| Prince Ferdinand Kinsky, l'un des mécènes de Beethoven | Keigo Yoshino                  |
| Franz Brentano, le mari d'Antonie                      | Takanori Sato / Kenji Sakamoto |